# English Football League Trophy 2024-2025
L'English Football League Trophy 2024-2025, noto anche come Vertu Trophy 2024-2025 per motivi di sponsorizzazione, è stata la 44ª edizione della English Football League Trophy, a cui prendono parte le squadre della Football League One, della Football League Two e alcune formazioni Under-21 delle squadre militanti in Premier League. Il Peterborough Utd ha conquistato il trofeo per la terza volta.

## Squadre partecipanti
- Quarantotto club di EFL One e EFL Two.
- Sedici squadre della Category One Academy, ovvero le formazioni Under-21 aderenti al programma di sviluppo giovanile (EPPP) avviato dalla Premier League.
- I club esclusi verranno automaticamente eliminati dal torneo.
- Le squadre giovanili della Category One Academy retrocesse in EFL One perderanno la possibilità di essere rappresentate nel seguente torneo.

| League One | League Two | U-21 |
| --- | --- | --- |
| - Barnsley - Birmingham City - Blackpool - Bolton - Bristol Rovers - Burton Albion - Cambridge Utd - Charlton - Crawley Town - Exeter City - Huddersfield Town - Leyton Orient - Lincoln City - Leyton Orient - Mansfield Town - Northampton Town - Peterborough Utd - Reading - Rotherham Utd - Shrewsbury Town - Stevenage - Wigan - Wrexham - Wycombe | - Accrington Stanley - AFC Wimbledon - Barrow - Bradford City - Bromley - Carlisle Utd - Cheltenham Town - Chesterfield - Colchester Utd - Crewe Alexandra - Doncaster - Fleetwood Town - Gillingham - Grimsby Town - Harrogate Town - MK Dons - Morecambe - Newport County - Notts County - Port Vale - Salford City - Swindon Town - Tranmere - Walsall | - Arsenal U-21 - Aston Villa U-21 - Brighton & Hove U-21 - Chelsea U-21 - Crystal Palace U-21 - Everton U-21 - Fulham U-21 - Leicester City U-21 - Liverpool U-21 - Manchester City U-21 - Manchester United U-21 - Newcastle U-21 - Nottingham Forest U-21 - Tottenham U-21 - West Ham U-21 - Wolverhampton U-21 |

## Requisiti di idoneità per i giocatori
Per i club EFL
I giocatori dei club di EFL devono rispettare alcuni requisiti:
- Minimo quattro giocatori esterni qualificati nella formazione titolare. Un giocatore esterno qualificato è un giocatore che soddisfa uno dei seguenti requisiti:
  - Qualsiasi giocatore che ha iniziato la partita precedente o successiva in Prima Squadra.
  - Qualsiasi giocatore che sia tra i primi 10 giocatori del club che ha collezionato il maggior numero di presenze da titolare in campionato e coppe nazionali in questa stagione.
  - Qualsiasi giocatore con quaranta o più presenze da titolare in Prima Squadra nella propria carriera, comprese le partite internazionali.
  - Qualsiasi giocatore in prestito da un club della Premier League o da qualsiasi club dell'EFL Category One Academy.
- Un club può far giocare qualsiasi portiere idoneo alla competizione.
- Qualsiasi giocatore in prestito a lungo termine in una squadra della National League, National League North o National League South può giocare purché la squadra in cui si trova in prestito acconsenta al giocatore di tornare per la partita.

Per le formazioni Under-21
Le formazioni Under-21 che sono state invitate a partecipare devono rispettare alcuni requisiti:
- Minimo sei giocatori della formazione titolare di età inferiore ai 21 anni al 30 giugno 2024.
- Massimo due giocatori sulla distinta della squadra che hanno più di 21 anni e hanno anche collezionato quaranta o più presenze in prima squadra.

## Regolamento
Fase a gironi
- Sedici gironi da quattro squadre, organizzati su base regionale (Nord e Sud).
- Tutti i gruppi includono una formazione Under-21.
- Tutti i club si affrontano una volta, in casa o fuori casa (le formazioni Under-21 giocano tutte le partite del girone fuori casa).
- Ai club vengono assegnati tre punti per la vittoria e un punto per il pareggio.
- In caso di pareggio (al termine dei 90 minuti), si va ai calci di rigore con la squadra vincitrice che guadagna un punto aggiuntivo.
- I club esclusi dall'EFL vengono eliminati automaticamente dal torneo.
- Le prime due squadre di ogni girone si qualificano alla fase a eliminazione diretta.

Fase a eliminazione diretta
- Il Secondo turno, il Terzo turno ed i Quarti di finale della competizione vengono sorteggiati su base regionale (Nord e Sud).
- Nel Secondo turno, le vincitrici dei gironi sono teste di serie.
- Nel Secondo turno, le squadre che hanno giocato nello stesso girone, non si possono incontrare.[2]

## Fase a gironi
Legenda: Pti=punti; G=partite giocate; V=partite vinte; NV=partite vinte ai rigori dopo un pareggio;
NP=partite perse ai rigori dopo un pareggio;
P=partite perse; GF=gol fatti; GS=gol subiti; DR=differenza reti

### Sezione Nord
Gruppo A
| Squadra            | Pti | G | V | NV | NP | P | GF | GS | DR |
| ------------------ | --- | - | - | -- | -- | - | -- | -- | -- |
| Stockport County   | 6   | 3 | 2 | 0  | 0  | 1 | 8  | 4  | +4 |
| Tranmere           | 6   | 3 | 2 | 0  | 0  | 1 | 5  | 4  | +1 |
| Everton U-21       | 3   | 3 | 1 | 0  | 0  | 2 | 5  | 7  | -2 |
| Accrington Stanley | 3   | 3 | 1 | 0  | 0  | 2 | 4  | 7  | -3 |

Gruppo B
| Squadra            | Pti | G | V | NV | NP | P | GF | GS | DR |
| ------------------ | --- | - | - | -- | -- | - | -- | -- | -- |
| Wrexham            | 7   | 3 | 2 | 0  | 1  | 0 | 6  | 2  | +4 |
| Port Vale          | 7   | 3 | 1 | 2  | 0  | 0 | 5  | 3  | +2 |
| Salford City       | 3   | 3 | 1 | 0  | 0  | 2 | 4  | 6  | -2 |
| Wolverhampton U-21 | 1   | 3 | 0 | 0  | 1  | 2 | 4  | 8  | -4 |

Gruppo C
| Squadra                | Pti | G | V | NV | NP | P | GF | GS | DR |
| ---------------------- | --- | - | - | -- | -- | - | -- | -- | -- |
| Morecambe              | 6   | 3 | 2 | 0  | 0  | 1 | 7  | 5  | +2 |
| Wigan                  | 5   | 3 | 1 | 1  | 0  | 1 | 3  | 2  | +1 |
| Nottingham Forest U-21 | 4   | 3 | 1 | 0  | 1  | 1 | 4  | 5  | -1 |
| Carlisle Utd           | 3   | 3 | 1 | 0  | 0  | 2 | 3  | 5  | -2 |

Gruppo D
| Squadra          | Pti | G | V | NV | NP | P | GF | GS | DR |
| ---------------- | --- | - | - | -- | -- | - | -- | -- | -- |
| Bolton           | 7   | 3 | 2 | 0  | 1  | 0 | 6  | 4  | +2 |
| Aston Villa U-21 | 5   | 3 | 1 | 1  | 0  | 1 | 4  | 6  | -2 |
| Fleetwood Town   | 3   | 3 | 1 | 0  | 0  | 2 | 6  | 5  | +1 |
| Barrow           | 3   | 3 | 1 | 0  | 0  | 2 | 5  | 6  | -1 |

Gruppo E
| Squadra         | Pti | G | V | NV | NP | P | GF | GS | DR |
| --------------- | --- | - | - | -- | -- | - | -- | -- | -- |
| Blackpool       | 6   | 3 | 1 | 1  | 1  | 0 | 6  | 3  | +3 |
| Crewe Alexandra | 6   | 3 | 2 | 0  | 0  | 1 | 7  | 5  | +2 |
| Harrogate Town  | 3   | 3 | 0 | 1  | 1  | 1 | 3  | 4  | -1 |
| Liverpool U-21  | 3   | 3 | 0 | 1  | 1  | 1 | 2  | 6  | -4 |

Gruppo F
| Squadra                | Pti | G | V | NV | NP | P | GF | GS | DR |
| ---------------------- | --- | - | - | -- | -- | - | -- | -- | -- |
| Doncaster              | 7   | 3 | 2 | 0  | 1  | 0 | 8  | 5  | +3 |
| Huddersfield Town      | 6   | 3 | 2 | 0  | 0  | 1 | 7  | 3  | +4 |
| Manchester United U-21 | 5   | 3 | 1 | 1  | 0  | 1 | 7  | 9  | -2 |
| Barnsley               | 0   | 3 | 0 | 0  | 0  | 3 | 3  | 8  | -5 |

Gruppo G
| Squadra        | Pti | G | V | NV | NP | P | GF | GS | DR |
| -------------- | --- | - | - | -- | -- | - | -- | -- | -- |
| Rotherham Utd  | 9   | 3 | 3 | 0  | 0  | 0 | 6  | 1  | +5 |
| Bradford City  | 4   | 3 | 1 | 0  | 1  | 1 | 5  | 3  | +2 |
| Mansfield Town | 3   | 3 | 1 | 0  | 0  | 2 | 3  | 5  | -2 |
| Newcastle U-21 | 2   | 3 | 0 | 1  | 0  | 2 | 3  | 8  | -5 |

Gruppo H
| Squadra              | Pti | G | V | NV | NP | P | GF | GS | DR |
| -------------------- | --- | - | - | -- | -- | - | -- | -- | -- |
| Chesterfield         | 8   | 3 | 2 | 1  | 0  | 0 | 5  | 3  | +2 |
| Lincoln City         | 6   | 3 | 2 | 0  | 0  | 1 | 7  | 2  | +5 |
| Manchester City U-21 | 3   | 3 | 0 | 1  | 1  | 1 | 2  | 7  | -5 |
| Grimsby Town         | 1   | 3 | 0 | 0  | 1  | 2 | 4  | 6  | -2 |

### Sezione Sud
Gruppo A
| Squadra              | Pti | G | V | NV | NP | P | GF | GS | DR |
| -------------------- | --- | - | - | -- | -- | - | -- | -- | -- |
| Wycombe              | 6   | 3 | 2 | 0  | 0  | 1 | 7  | 5  | +2 |
| AFC Wimbledon        | 6   | 3 | 2 | 0  | 0  | 1 | 5  | 6  | -1 |
| Brighton & Hove U-21 | 4   | 3 | 1 | 0  | 1  | 1 | 8  | 7  | +1 |
| Crawley Town         | 2   | 3 | 0 | 1  | 0  | 2 | 6  | 8  | -2 |

Gruppo B
| Squadra         | Pti | G | V | NV | NP | P | GF | GS | DR  |
| --------------- | --- | - | - | -- | -- | - | -- | -- | --- |
| Walsall         | 8   | 3 | 2 | 1  | 0  | 0 | 5  | 1  | +4  |
| Birmingham City | 7   | 3 | 2 | 0  | 1  | 0 | 12 | 2  | +10 |
| Fulham U-21     | 3   | 3 | 1 | 0  | 0  | 2 | 3  | 9  | -6  |
| Shrewsbury Town | 0   | 3 | 0 | 0  | 0  | 3 | 1  | 9  | -8  |

Gruppo C
| Squadra       | Pti | G | V | NV | NP | P | GF | GS | DR |
| ------------- | --- | - | - | -- | -- | - | -- | -- | -- |
| Charlton      | 9   | 3 | 3 | 0  | 0  | 0 | 6  | 1  | +5 |
| Cambridge Utd | 4   | 3 | 1 | 0  | 1  | 1 | 5  | 5  | 0  |
| Chelsea U-21  | 3   | 3 | 1 | 0  | 0  | 2 | 3  | 6  | -3 |
| Bromley       | 2   | 3 | 0 | 1  | 0  | 2 | 5  | 7  | -2 |

Gruppo D
| Squadra             | Pti | G | V | NV | NP | P | GF | GS | DR |
| ------------------- | --- | - | - | -- | -- | - | -- | -- | -- |
| Peterborough Utd    | 9   | 3 | 3 | 0  | 0  | 0 | 8  | 2  | +6 |
| Stevenage           | 4   | 3 | 1 | 0  | 1  | 1 | 2  | 3  | -1 |
| Crystal Palace U-21 | 3   | 3 | 1 | 0  | 0  | 2 | 4  | 6  | -2 |
| Gillingham          | 2   | 3 | 0 | 1  | 0  | 2 | 3  | 6  | -3 |

Gruppo E
| Squadra        | Pti | G | V | NV | NP | P | GF | GS | DR |
| -------------- | --- | - | - | -- | -- | - | -- | -- | -- |
| Colchester Utd | 7   | 3 | 2 | 0  | 1  | 0 | 6  | 2  | +3 |
| Leyton Orient  | 5   | 3 | 1 | 1  | 0  | 1 | 5  | 4  | +1 |
| Arsenal U-21   | 4   | 3 | 1 | 0  | 1  | 1 | 4  | 6  | -2 |
| MK Dons        | 2   | 3 | 0 | 1  | 0  | 2 | 4  | 7  | -3 |

Gruppo F
| Squadra             | Pti | G | V | NV | NP | P | GF | GS | DR |
| ------------------- | --- | - | - | -- | -- | - | -- | -- | -- |
| Burton Albion       | 6   | 3 | 2 | 0  | 0  | 1 | 9  | 5  | +4 |
| Northampton Town    | 6   | 3 | 2 | 0  | 0  | 1 | 7  | 5  | +2 |
| Notts County        | 6   | 3 | 2 | 0  | 0  | 1 | 3  | 3  | 0  |
| Leicester City U-21 | 0   | 3 | 0 | 0  | 0  | 3 | 1  | 7  | -6 |

Gruppo G
| Squadra        | Pti | G | V | NV | NP | P | GF | GS | DR |
| -------------- | --- | - | - | -- | -- | - | -- | -- | -- |
| Exeter City    | 9   | 3 | 3 | 0  | 0  | 0 | 7  | 3  | +4 |
| Swindon Town   | 6   | 3 | 2 | 0  | 0  | 1 | 7  | 3  | +4 |
| Tottenham U-21 | 2   | 3 | 0 | 1  | 0  | 2 | 4  | 7  | -3 |
| Bristol Rovers | 1   | 3 | 0 | 0  | 1  | 2 | 5  | 10 | -5 |

Gruppo H
| Squadra         | Pti | G | V | NV | NP | P | GF | GS | DR |
| --------------- | --- | - | - | -- | -- | - | -- | -- | -- |
| Cheltenham Town | 9   | 3 | 3 | 0  | 0  | 0 | 6  | 2  | +4 |
| Reading         | 6   | 3 | 2 | 0  | 0  | 1 | 6  | 2  | +4 |
| Newport County  | 3   | 3 | 1 | 0  | 0  | 2 | 2  | 5  | -3 |
| West Ham U-21   | 0   | 3 | 0 | 0  | 0  | 3 | 2  | 7  | -5 |

## Fase a eliminazione diretta

### Secondo turno

#### Sezione nord
| Squadra 1        | Risultato         | Squadra 2         |
| ---------------- | ----------------- | ----------------- |
| 10 dicembre 2024 |                   |                   |
| Chesterfield     | 3 - 2             | Wigan             |
| Doncaster        | 0 - 1             | Port Vale         |
| Morecambe        | 0 - 1             | Lincoln City      |
| Rotherham Utd    | 3 - 2             | Tranmere          |
| Stockport County | 2 - 3             | Bradford City     |
| Wrexham          | 1 - 0             | Crewe Alexandra   |
| Bolton           | 3 - 1             | Huddersfield Town |
| 17 dicembre 2024 |                   |                   |
| Blackpool        | 1 - 1 (17-18 dtr) | Aston Villa U-21  |

#### Sezione sud
| Squadra 1        | Risultato       | Squadra 2        |
| ---------------- | --------------- | ---------------- |
| 10 dicembre 2024 |                 |                  |
| Burton Albion    | 0 - 4           | Stevenage        |
| Charlton         | 0 - 2           | Leyton Orient    |
| Cheltenham Town  | 2 - 1           | Cambridge Utd    |
| Walsall          | 1 - 1 (4-2 dtr) | Reading          |
| Wycombe          | 1 - 2           | Swindon Town     |
| Colchester Utd   | 2 - 0           | AFC Wimbledon    |
| Exeter City      | 1 - 2           | Birmingham City  |
| 17 dicembre 2024 |                 |                  |
| Peterborough Utd | 3 - 0           | Northampton Town |

### Terzo turno

#### Sezione nord
| Squadra 1        | Risultato       | Squadra 2     |
| ---------------- | --------------- | ------------- |
| 14 gennaio 2025  |                 |               |
| Lincoln City     | 0 - 1           | Bolton        |
| Chesterfield     | 0 - 0 (3-4 dtr) | Rotherham Utd |
| Aston Villa U-21 | 1 - 3           | Bradford City |
| 4 febbraio 2025  |                 |               |
| Port Vale        | 1 - 4           | Wrexham       |

#### Sezione sud
| Squadra 1        | Risultato | Squadra 2       |
| ---------------- | --------- | --------------- |
| 14 gennaio 2025  |           |                 |
| Swindon Town     | 1 - 2     | Birmingham City |
| Cheltenham Town  | 2 - 1     | Colchester Utd  |
| Peterborough Utd | 4 - 2     | Walsall         |
| 21 gennaio 2025  |           |                 |
| Leyton Orient    | 0 - 1     | Stevenage       |

### Quarti di finale
Il sorteggio per i quarti di finale si è tenuto il 18 gennaio 2025. Le partite sono in programma per la settimana che inizia il 3 febbraio 2025. Come nella scorsa edizione, la separazione geografica tra nord e sud è stata mantenuta anche per i quarti di finale. 

#### Sezione nord
| Squadra 1        | Risultato | Squadra 2     |
| ---------------- | --------- | ------------- |
| 4 febbraio 2025  |           |               |
| Rotherham Utd    | 0 - 1     | Bradford City |
| 11 febbraio 2025 |           |               |
| Wrexham          | 1 - 0     | Bolton        |

#### Sezione sud
| Squadra 1        | Risultato | Squadra 2       |
| ---------------- | --------- | --------------- |
| 4 febbraio 2025  |           |                 |
| Stevenage        | 0 - 1     | Birmingham City |
| 5 febbraio 2025  |           |                 |
| Peterborough Utd | 3 - 2     | Cheltenham Town |

### Semifinali
Il sorteggio per le semifinali si è tenuto l’8 febbraio 2025.
| Squadra 1        | Risultato       | Squadra 2        |
| ---------------- | --------------- | ---------------- |
| 18 febbraio 2025 |                 |                  |
| Birmingham City  | 2 - 1           | Bradford City    |
| 26 febbraio 2025 |                 |                  |
| Wrexham          | 2 - 2 (2-4 dtr) | Peterborough Utd |

### Finale
| Arbitro: | Ben Speedie |

|  |           |                         |
|  | Marcatori | 15’ Mills 45’ Kyprianou |